# Алжир на Светском првенству у атлетици на отвореном 2011.
Алжир је на 13. Светском првенству у атлетици на отвореном 2011. одржаном у Тегуу од 27. августа до 4. септембра, учествовао тринаести пут, односно учествовао је на свим светским првенствима одржаним до данас. Репрезентацију Алжира представљало је 10 такмичара (8 мушкараца и 2 жене) у 8 дисциплина (6 мушких и 2 женске).,
На овом првенству Алжир није освојио ниједну медаљу. Није било нових националних, личних и рекорда сезоне.
У табели успешности према броју и пласману такмичара који су учествовали у финалним такмичењима (првих 8 такмичара) Алжир је са 1 учесником у финалу делио 65. место са 1 бодом.
| Плас. | Земља | 1. место | 2. место | 3. место | 4. место | 5. место | 6. место | 7. место | 8. место | Бр. финал. | Бод. |
| ----- | ----- | -------- | -------- | -------- | -------- | -------- | -------- | -------- | -------- | ---------- | ---- |
| =65.  | Алжир | 0        | 0        | 0        | 0        | 0        | 0        | 0        | 1        | 1          | 1    |

## Учесници
| Мушкарци: - Махфуд Брахими — 800 м - Тарик Букенса — 1.500 м - Тауфик Маклуф — 1.500 м - Раба Абуд — 5.000 м - Мунир Мијут — 5.000 м - Отмане Хађ Лазиб — 110 м препоне - Еиеф Ел Ислам Темацини — Троскок - Ларби Бурада — Десетобој | Жене: - Захра Бурас — 800 м - Баја Рахули — Троскок |  |

## Резултати

### Мушкарци
Тркачке дисциплине
| Атлетичар              | Дисциплина    | Лични рекорд        | Квалификације | Квалификације | Полуфинале           | Полуфинале           | Финале                | Финале               | Детаљи |
| Атлетичар              | Дисциплина    | Лични рекорд        | Резултат      | Место         | Резултат             | Место                | Резултат              | Место                | Детаљи |
| ---------------------- | ------------- | ------------------- | ------------- | ------------- | -------------------- | -------------------- | --------------------- | -------------------- | ------ |
| Махфуд Брахими         | 800 м         | 1:45,84 НР          | 1:46,94       | 4 у гр. 4 кв  | 1:46,79              | 5 у пф. 3            | Није се квалификовао  | 18 / 44              |        |
| Тарик Букенса          | 1.500 м       | 3:30,92             | 3:41,87       | 5 у гр. 1 КВ  | 3:36,87              | 5 у гр. 1 КВ         | 3:38,05               | 11 / 38              |        |
| Тауфик Маклуф          | 1.500 м       | 3:32,94             | 3:40,15       | 4 у гр. 3 КВ  | 3:50,86              | 11 у пф. 1           | Нису се квалификовали | 24 / 38              |        |
| Раба Абуд              | 5.000 м       | 13:19,00            | 14:00,34      | 16 у гр. 2    |                      |                      | Нису се квалификовали | 29 / 41              |        |
| Мунир Мијут            | 5.000 м       | 13:19,73            | Није завршио  | Није завршио  |                      |                      | Није се квалификовао  | Није се квалификовао |        |
| Отмане Хађ Лазиб       | 110 м препоне | 13,46 (+1,5 м/с) НР | 13,63         | 7 у гр. 4     | Није се квалификовао | Није се квалификовао | Није се квалификовао  | 21 / 32              |        |
| Еиеф Ел Ислам Темацини | Троскок       | 16,88               | Нема пласман  | Нема пласман  |                      |                      | Није се квалификовао  | Није се квалификовао |        |

#### Десетобој
| Дисциплина    | Ларби Бурада | Ларби Бурада | Ларби Бурада | Ларби Бурада | Ларби Бурада | Ларби Бурада |
| Дисциплина    | Лич. рек.    | Резултат     | Бод.         | Плас.        | Укупно       | Плас.        |
| ------------- | ------------ | ------------ | ------------ | ------------ | ------------ | ------------ |
| 100 м         | 10,67        | 10,88 РС     | 888          | 12           |              |              |
| Скок удаљ     | 7,69         | 7,42 РС      | 915          | 6            | 1.803        | 8            |
| Бацање кугле  | 13,59        | 13,11 РС     | 714          | 25           | 2.477        | 25-16        |
| Скок увис     | 2,10         | 1,96         | 822          | =17-21       | 3.244        | 15           |
| 400 м         | 46,69        | 47,34 РС     | 941          | 2            | 4.274        | 8            |
| 110 м препоне | 14,82        | 14,56 РС     | 903          | 21           | 5.088        | 9            |
| Бацање диска  | 40,34        | 37,84        | 621          | 24           | 5.709        | 17           |
| Скок мотком   | 4,80         | 4,90 ЛР      | 880          | 10           | 6.597        | 16           |
| Бацање копља  | 65,53        | 59,00 РС     | 723          | 11           | 7.312        | 15           |
| 1500 м        | 4:12,15      | 4:14,97 РС   | 846          | 1            | 8.158        | 10           |
| Укупно        | 8.302 НР     |              |              |              | 8.158        | 10 / 30      |

### Жене
| Атлетичар   | Дисциплина | Лични рекорд        | Група    | Група        | Полуфинале | Полуфинале | Финале                | Финале  | Детаљи |
| Атлетичар   | Дисциплина | Лични рекорд        | Резултат | Место        | Резултат   | Место      | Резултат              | Место   | Детаљи |
| ----------- | ---------- | ------------------- | -------- | ------------ | ---------- | ---------- | --------------------- | ------- | ------ |
| Захра Бурас | 800 м      | 1:59,12             | 2:02,77  | 2 у гр. 5 КВ | 2:12,08    | 23         | Није се квалификовала | 23 / 36 |        |
| Баја Рахули | троскок    | 14,98 (+0,2 м/с) НР | 14,30    | 4 гр. Б кв   |            |            | 14,12                 | 8 / 34  |        |

Легенда: НР = национални рекорд, ЛР= лични рекорд, РС = Рекорд сезоне (најбољи резултат у сезони до почетка првества), КВ = квалификован (испунио норму), кв = квалификова (према резултату)